# Liveris Andritsos
Liveris Andritsos (griechisch Λιβέρης Ανδρίτσος; * 31. Dezember 1959 in Athen) ist ein ehemaliger griechischer Basketballspieler und -trainer.

## Karriere
Andritsos begann seine Profikarriere 1978 bei Esperos Kallitheas, wo er für vier Jahre aktiv war. 1982 wechselte er zum griechischen Traditionsverein Panathinaikos Athen, wo er neben einer Meisterschaft auch zwei Mal den nationalen Vereinspokal gewinnen konnte. Bei seinem Karriereende 1991 war er mit 2.088 erzielten Punkten Athens erfolgreichster Spieler in der Geschichte der A1 Ethniki.

## Nationalmannschaft
Sein Debüt bei der griechischen Nationalmannschaft gab Andritsos am 7. Juni 1978 bei einem Freundschaftsspiel gegen Albanien. In den folgenden 13 Jahren war Andritsos ein fester Bestandteil der griechischen Auswahl und nahm unter anderem an fünf Europameisterschaften und einer Weltmeisterschaft teil. Der größte Erfolg in diesem Zeitraum war die Europameisterschaft 1987 vor heimischem Publikum. Neben Spielern wie Nikos Galis und Panagiotis Giannakis konnte er sensationell die erste Goldmedaille für Griechenland in diesem Wettbewerb gewinnen. Einen weiteren bedeuten Erfolg im gleichen Wettbewerb konnte er 1989 mit dem Gewinn der Silbermedaille verbuchen. Bereits 1979 gewann er mit Griechenland die Goldmedaille bei den Mittelmeermeisterschaften. Sein letztes Spiel gab Andritsos am 28. Juni 1991 bei einem 110:83-Sieg über die bulgarische Auswahl.

## Erfolge
- Griechischer Meister: 1984
- Griechischer Pokalsieger: 1983, 1986
- Europameister: 1987
- Vize-Europameister: 1989
- Goldmedaille bei Mittelmeermeisterschaften: 1979

## Auszeichnungen
- Teilnahme an Europameisterschaften: 1975, 1979, 1981, 1983
- Teilnahme an Weltmeisterschaften: 1990